# Warner Brown
Warner Dwayne Brown (Kingston, 19 agosto 2002) è un calciatore giamaicano, attaccante dell'Arnett Gardens e della nazionale giamaicana.

## Carriera

### Club
Ha iniziato a giocare a calcio con il Tivoli Gardens dove ha realizzato 5 reti in 15 incontri di Premier League. Nel 2022 è stato ceduto in prestito al Rochester N.Y. con cui ha disputato 3 incontri in MLS Next Pro.
Nel gennaio del 2023 è stato acquistato dal NŠ Mura, club sloveno di prima divisione, che lo ha subito girato in prestito al Beltinci in seconda divisione, con cui ha tuttavia trovato poco spazio. Nell'estate del 2023 è tornato in Giamaica dove ha firmato un contratto con l'Arnett Gardens.

### Nazionale
Ha debuttato con la nazionale giamaicana il 6 febbraio 2025 in un'amichevole persa 3-0 contro la Trinidad e Tobago.
Nel 2025 è stato incluso nella lista dei convocati per la CONCACAF Gold Cup 2025.

## Statistiche

### Cronologia presenze e reti in nazionale
| Cronologia completa delle presenze e delle reti in nazionale ― Giamaica | Cronologia completa delle presenze e delle reti in nazionale ― Giamaica | Cronologia completa delle presenze e delle reti in nazionale ― Giamaica | Cronologia completa delle presenze e delle reti in nazionale ― Giamaica | Cronologia completa delle presenze e delle reti in nazionale ― Giamaica | Cronologia completa delle presenze e delle reti in nazionale ― Giamaica | Cronologia completa delle presenze e delle reti in nazionale ― Giamaica | Cronologia completa delle presenze e delle reti in nazionale ― Giamaica |
| Data                                                                    | Città                                                                   | In casa                                                                 | Risultato                                                               | Ospiti                                                                  | Competizione                                                            | Reti                                                                    | Note                                                                    |
| ----------------------------------------------------------------------- | ----------------------------------------------------------------------- | ----------------------------------------------------------------------- | ----------------------------------------------------------------------- | ----------------------------------------------------------------------- | ----------------------------------------------------------------------- | ----------------------------------------------------------------------- | ----------------------------------------------------------------------- |
| 6-2-2025                                                                | Montego Bay                                                             | Giamaica                                                                | 1 – 0                                                                   | Trinidad e Tobago                                                       | Amichevole                                                              | -                                                                       | 67’                                                                     |
| 9-2-2025                                                                | Kingston                                                                | Giamaica                                                                | 1 – 1                                                                   | Trinidad e Tobago                                                       | Amichevole                                                              | -                                                                       | 46’                                                                     |
| 25-3-2025                                                               | Kingston                                                                | Giamaica                                                                | 3 – 0                                                                   | Saint Vincent e Grenadine                                               | Gold Cup 2025 - Play-Off                                                | 1                                                                       | 81’                                                                     |
| 31-5-2025                                                               | Brentford                                                               | Giamaica                                                                | 2 – 2 dts (4 – 5 dtr)                                                   | Nigeria                                                                 | Amichevole                                                              | -                                                                       | 83’                                                                     |
| 7-6-2025                                                                | Road Town                                                               | Isole Vergini Britanniche                                               | 0 – 1                                                                   | Giamaica                                                                | Qual. Mondiali 2026                                                     | 1                                                                       | 56’                                                                     |
| 10-6-2025                                                               | Kingston                                                                | Giamaica                                                                | 3 – 0                                                                   | Guatemala                                                               | Qual. Mondiali 2026                                                     | 2                                                                       | 77’                                                                     |
| 16-6-2025                                                               | Carson                                                                  | Giamaica                                                                | 0 – 1                                                                   | Guatemala                                                               | Gold Cup 2025 - 1º turno                                                | -                                                                       | 67’                                                                     |
| 20-6-2025                                                               | San Jose                                                                | Giamaica                                                                | 2 – 1                                                                   | Guadalupa                                                               | Gold Cup 2025 - 1º turno                                                | -                                                                       | 47’ 81’                                                                 |
| 24-6-2025                                                               | Austin                                                                  | Panama                                                                  | 4 – 1                                                                   | Giamaica                                                                | Gold Cup 2025 - 1º turno                                                | -                                                                       | 46’                                                                     |
| Totale                                                                  |                                                                         | Presenze                                                                | 9                                                                       |                                                                         | Reti                                                                    | 4                                                                       |                                                                         |

## Palmarès

### Club

#### Competizioni internazionali
- CFU Club Shield: 1

Arnett Gardens: 2024